# Norbit
A Norbit (eredeti cím: Norbit) 2007-ben bemutatott amerikai filmvígjáték, melyet Brian Robbins rendezett. A film társ-forgatókönyvírója, társproducere és címszereplője Eddie Murphy. További szerepekben Thandiwe Newton, Terry Crews, Cuba Gooding Jr., Eddie Griffin, Katt Williams, Marlon Wayans és Charlie Murphy látható.
A 2007. február-én bemutatott film túlnyomórészt negatív véleményeket kapott a kritikusoktól. Murphy a filmmel három színészi kategóriában nyert Arany Málna díjat. Ugyanakkor a Norbit Oscar-jelölést is szerzett legjobb smink kategóriában. A 60 millió dolláros költségvetésből készült film világszerte majdnem 160 millió dolláros bevételt termelt.

## Cselekmény
Norbit Albert Rice (Eddie Murphy) csecsemőként kerül az árvaházba, ahol Mr. Wong (Eddie Murphy) neveli fel őt a többi gyerekkel. Ahogy cseperedik, megismerkedik Kate-tel (Thandiwe Newton), és a lány a legjobb barátja lesz, mindent együtt csinálnak, de hamarosan különválasztják őket, mivel Kate-et örökbe fogadják. Így a kis Norbitra rátalál egy testes pufi lány – Rasputia (Eddie Murphy), aki azonnal beleszeret, és nem hajlandó semmilyen körülmények között magára hagyni Norbitot. Felnőttként Norbit életében feltűnik a bombanővé érett gyerekkori szerelme, Kate. Norbit a két nő között vívódik: az egyik gyönyörű szép, a másik túlságosan el van hízva.

## Szereplők
| Színész          | Szerep                                                | Magyar hang         |
| ---------------- | ----------------------------------------------------- | ------------------- |
| Eddie Murphy     | Norbit Albert Rice                                    | Dörner György       |
| Eddie Murphy     | Rasputia Latimore, Norbit felesége                    | Dörner György       |
| Eddie Murphy     | Mr. Hangten Wong, az árvaház tulajdonosa              | Dörner György       |
| Thandiwe Newton  | Kate Thomas, Norbit barátja                           | Nagy-Németh Borbála |
| Terry Crews      | Nagy Fekete Jack Latimore, Rasputia legidősebb bátyja | Galambos Péter      |
| Clifton Powell   | Earl Latimore, Rasputia öccse                         | Besenczi Árpád      |
| Lester Speight   | Blue Latimore, Rasputia középső testvére              | Barabás Kiss Zoltán |
| Cuba Gooding Jr. | Deion Hughes, Kate hűtlen vőlegénye                   | Kerekes József      |
| Eddie Griffin    | „Édes Jézus Pápa”, Norbit ex-strici barátja           | Csőre Gábor         |
| Katt Williams    | „Uram Irgalmazz”, Pápa barátja                        | Szabó Máté          |
| Marlon Wayans    | Buster, Rasputia tánctanára és szeretője              | Hevér Gábor         |
| Michael Colyar   | Morris borbély                                        | Holl János          |
| Anthony Russell  | Sam Giovanni strandtulajdonos                         | Rudas István        |

## Fordítás
- Ez a szócikk részben vagy egészben  a   Norbit című angol Wikipédia-szócikk fordításán alapul.  Az eredeti cikk szerkesztőit annak laptörténete sorolja fel. Ez a jelzés csupán a megfogalmazás eredetét és a szerzői jogokat jelzi, nem szolgál a cikkben szereplő információk forrásmegjelöléseként.